# Сёгор, Поуль
Поуль Сёгор (дат. Poul Søgaard; при рождении и в юности Поуль Педерсен (Poul Pedersen); 12 ноября 1923, Оденсе, Дания — 13 декабря 2016, Оденсе) — датский государственный деятель, министр обороны Дании (1977—1982).

## Биография и карьера
Родился у матери-одиночки Магды Кристины Марии Симонсен, по данным матери — от Йенса Педерсена из Эсбьерга, с которым она сожительствовала за 9-10 месяцев до рождения ребёнка. Вскоре после рождения был усыновлён Йоханнесом Кристианом Сёгором и его женой Анной Петерсен. В 1944 году официально изменил фамилию с Педерсен на Сёгор.
Рано бросил школу и начал работать, в частности, работал на фанерной фабрике и на железной дороге, однако старался при этом компенсировать недостаток образования, посещая вечерние курсы.
В 1939 году вступил в Социал-демократическую партию Дании. В 1951 году был избран в совет городского отделения партии в Оденсе.
С 1954 года работал в совете города.
В 1960 был избран в фолькетинг и оставался его депутатом вплоть до 1990 года. В 1970—1972 и 1980—1982 годах исполнял обязанности комиссара по безопасности.
В 1977 году был назначен министром обороны Дании и оставался на этом посту при нескольких правительствах Анкера Йоргенсена и правительстве Поуля Хартлинга, вплоть до 1982 года. На время работы Сёгора на министерском посту выпали переговоры с США о закупке истребителей F-16, а также вызвашая общественый резонанс ситуация с вселением хиппи в заброшенные казармы «вольного города Христиания».

### Личная жизнь
В 1946 году женился на Рите Рут Нильсен, с которой прожил всю жизнь до её смерти в 2010 году. Дочь политика Йорри Сёгор также впоследствии участвовала в политике, в частности, как член городского совета Оденсе.
К концу жизни имел двух внуков и пять правнуков.
Похоронен при местной Церкви Спасителя.